# Vicente Orlando Droguett Torrealba
Vicente Orlando Droguett Torrealba (* 23. Juni 2000 in La Florida) ist ein chilenischer Beachvolleyballspieler.

## Karriere
Gemeinsam mit Gaspar Lammel Romo nahm Vicente Droguett 2018 sowohl an den Olympischen Jugendspielen als auch an der U19-Weltmeisterschaft teil und belegte bei beiden Veranstaltungen den siebzehnten Rang. In den folgenden beiden Jahren startete er mit verschiedenen Partnern ohne nennenswerte Ergebnisse. Seit 2021 sind Noé Aravena und der aus der Metropolregion Santiago stammende Sportler ein Beachduo. Die beiden standen in ihrer ersten gemeinsamen Saison bei zwei nationalen Turnieren im Finale und gewannen die Bronzemedaille bei den Panamerikanischen Juniorenmeisterschaften. Ein Jahr später erreichten sie neben zwei weiteren Podestplatzierungen auf nationaler Ebene ihren bis dahin sportlich bedeutendsten Erfolg. Beim Challenge im mexikanischen Tlaxcala besiegten sie nach Überstehen der Qualifikation und der Poolphase nacheinander Samuele Cottafava / Paolo Nicolai, Alexander Brouwer / Robert Meeuwsen sowie Aleksandrs Samoilovs / Jānis Šmēdiņš und konnten erst im Finale von Michał Bryl und Bartosz Łosiak bezwungen werden.
2023 gelangen den beiden Chilenen ihre ersten Turniergewinne. Bis einschließlich September standen sie gleich drei Mal auf der obersten Stufe des Stockerls. Im argentinischen Rio Hondo, in der Hauptstadt Perus sowie bei den südamerikanischen Beachspielen im kolumbianischen Santa Marta blieben die beiden Athleten ungeschlagen. Im Oktober des gleichen Jahres gewannen sie bei den Weltmeisterschaften nach der Niederlage gegen die Deutschen Clemens Wickler / Nils Ehlers ihre folgenden beiden Gruppenspiele gegen Tri Bourne / Chaim Schalk sowie Piotr Kantor / Jakub Zdybek und zogen als Poolzweite in die erste Hauptrunde ein. Trotz zweier eigener Matchbälle im zweiten Satz verloren sie anschließend gegen Brouwer / Meeuwsen und beendeten somit den Wettbewerb auf dem geteilten siebzehnten Platz.
In die nächste Saison starteten sie mit zwei Erfolgen bei der Südamerikatour. Beim Elite16 in der brasilianischen Hauptstadt überstanden sie die Qualifikation, konnten aber im Pool A nur einen einzigen Satz gewinnen. Wertvoller war jedoch ihr Turniergewinn im Juni des Jahres, als sie gemeinsam mit Esteban und Marco Grimalt ihre argentinischen Widersacher im Finale des CSV Continental Cups bezwingen konnten und so ihrem Heimatland einen Startplatz bei den Olympischen Spielen in Paris sicherten.

## Privates
Vicente Orlando Droguett Torrealba studiert Kinesiologie an der Universität Andrés Bello.